# Cleveland (Minnesota)
Cleveland – miasto w Stanach Zjednoczonych, w stanie Minnesota, w hrabstwie Le Sueur.